# Lista orașelor din Iran după populație

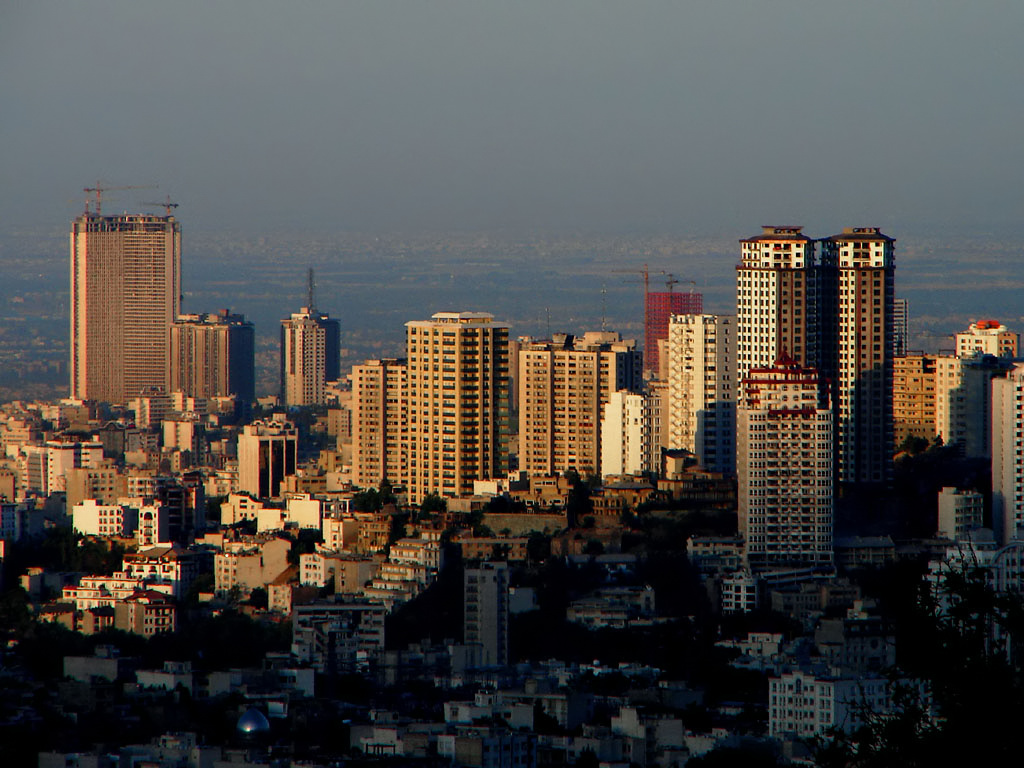
1 - Teheran

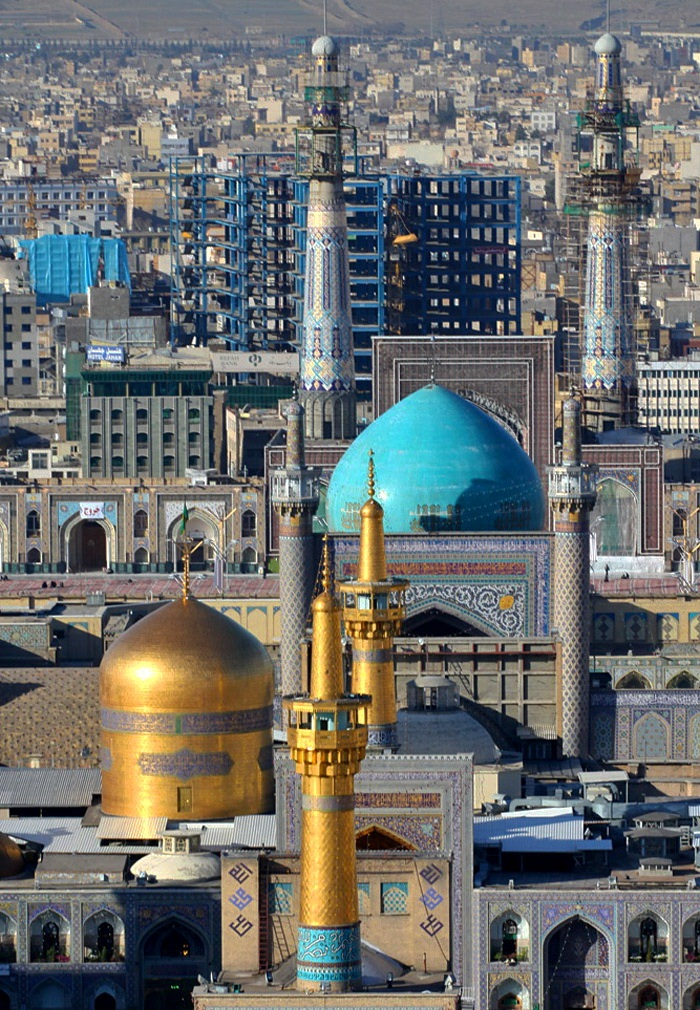
2 - Mashhad, Razavi Khorasan

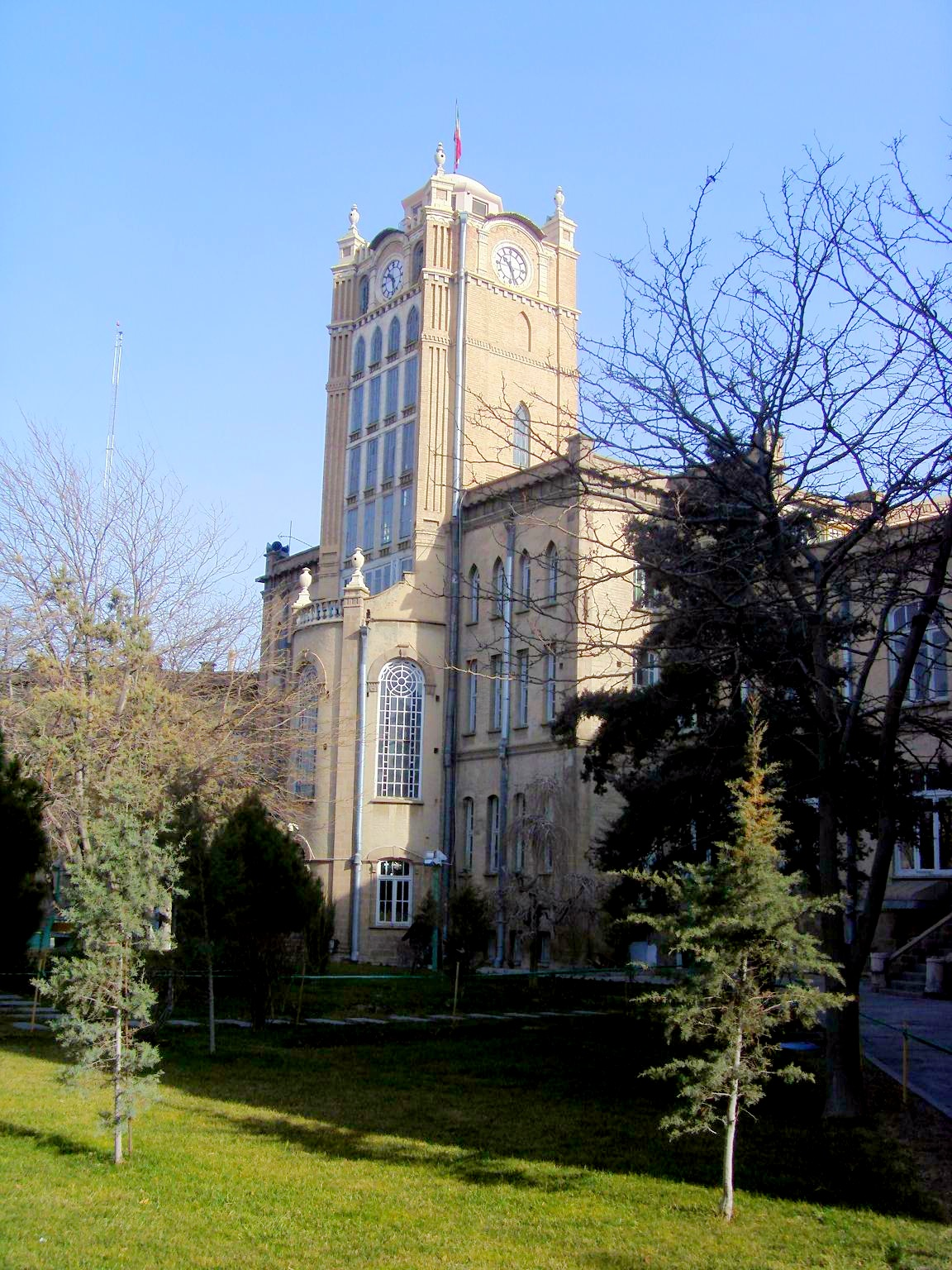
3 - Tabriz, East Azarbaijan

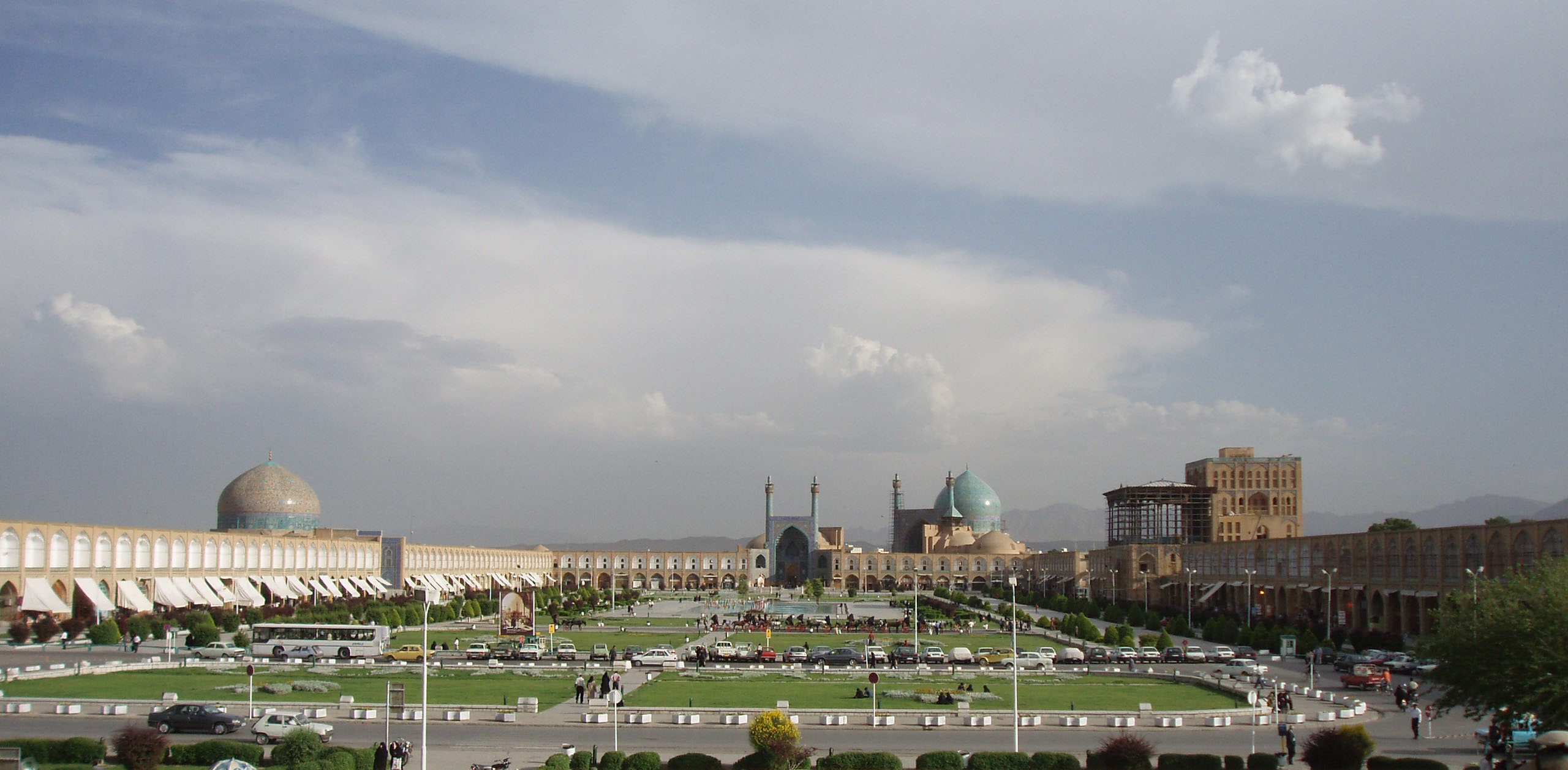
4 - Esfahan, Provincia Esfahān

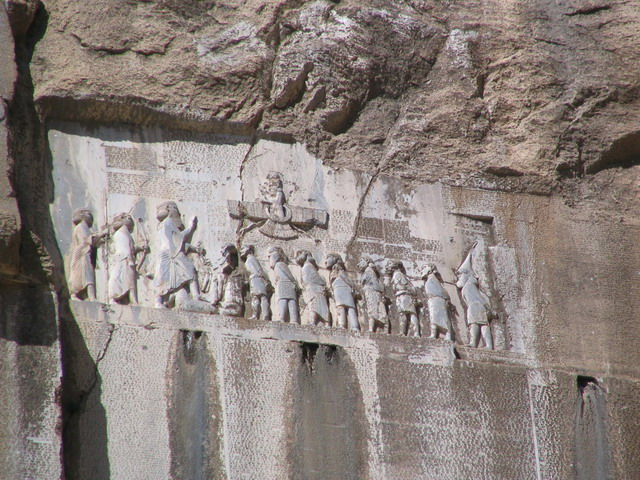
9 - Inscripția de la Behistun, Provincia Kermanshah.

## Orașe cu peste 1.000.000 locuitori
Următorul tabel este o listă a orașelor din Iran cu o populație de peste 1.000.000, rezultate centralizate după Statistical Center of Iran:
| Rang | Oraș    | Provincie       | Populație |
| ---- | ------- | --------------- | --------- |
| 1    | Teheran | Tehran          | 8.154.051 |
| 2    | Mashhad | Razavi Khorasan | 2.749.374 |
| 3    | Tabriz  | East Azarbaijan | 2.187.998 |
| 4    | Esfahan | Esfahān         | 1.756.126 |
| 5    | Karaj   | Alborz Province | 1.614.626 |
| 6    | Shiraz  | Fars            | 1.460.665 |

## Orașe între 100.000 și 1.000.000 locuitori
Lista orașelor din Iran cu o populație între 100.000 și 1.000.000 rezultate centralizate după Statistical Center of Iran:
| Rang | Oraș               | Provincie                 | Populație |
| ---- | ------------------ | ------------------------- | --------- |
| 7    | Ahvaz              | Khūzestān                 | 1.112.021 |
| 8    | Qom                | Qom                       | 1.074.036 |
| 9    | Kermanshah         | Kermanshah                | 784.602   |
| 10   | Urumieh            | West Azarbaijan           | 577.307   |
| 11   | Zahedan            | Sistan și Baluchestan     | 552.706   |
| 12   | Rasht              | Gīlān                     | 551.161   |
| 13   | Kerman             | Kermān                    | 496.684   |
| 14   | Hamedan            | Hamadān                   | 473.149   |
| 15   | Arak               | Markazi                   | 438.338   |
| 16   | Yazd               | Yazd                      | 423.006   |
| 17   | Ardabil            | Ardabil                   | 412.669   |
| 18   | Bandar Abbas       | Hormozgān                 | 367.508   |
| 19   | Eslamshahr         | Tehran                    | 357.171   |
| 20   | Qazvin             | Qazvīn                    | 349.821   |
| 21   | Zanjan             | Zanjan                    | 341.801   |
| 22   | Khorramabad        | Lorestān                  | 328.544   |
| 23   | Sanandaj           | Kurdistan                 | 311.446   |
| 24   | Gorgan             | Golestān                  | 269.226   |
| 25   | Sari               | Māzandarān                | 259.084   |
| 26   | Kashan             | Esfahān                   | 248.789   |
| 27   | Golestan           | Tehran                    | 231.882   |
| 28   | Shahr-e Qods       | Tehran                    | 229.354   |
| 29   | Malard             | Tehran                    | 228.673   |
| 30   | Dezful             | Khūzestān                 | 228.507   |
| 31   | Borujerd           | Lorestān                  | 227.547   |
| 32   | Khomeinishahr      | Esfahān                   | 218.737   |
| 33   | Abadan             | Khūzestān                 | 217.988   |
| 34   | Varamin            | Tehran                    | 208.569   |
| 35   | Sabzevar           | Provincia Razavi Khorasan | 208.172   |
| 36   | Najafabad          | Esfahān                   | 206.114   |
| 37   | Nishapur           | Razavi Khorasan           | 205.972   |
| 38   | Babol              | Māzandarān                | 198.636   |
| 39   | Amol               | Māzandarān                | 197.470   |
| 40   | Shahriar           | Tehran                    | 189.120   |
| 41   | Saveh              | Markazi                   | 179.009   |
| 42   | Khoy               | West Azarbaijan           | 178.708   |
| 43   | Qa'em Shahr        | Māzandarān                | 174.246   |
| 44   | Gharchak           | Tehran                    | 173.832   |
| 45   | Bojnourd           | North Khorasan            | 172.772   |
| 46   | Sirjan             | Kermān                    | 167.014   |
| 47   | Bushehr            | Bushehr                   | 161.674   |
| 48   | Birjand            | South Khorasan            | 157.848   |
| 49   | Ilam               | Īlām                      | 155.289   |
| 50   | Malayer            | Hamadān                   | 153.748   |
| 51   | Bukan              | West Azarbaijan           | 149.340   |
| 52   | Maragheh           | East Azarbaijan           | 146.405   |
| 53   | Rafsanjan          | Kermān                    | 136.388   |
| 54   | Nasimshahr         | Tehran                    | 135.824   |
| 55   | Mahabad            | West Azarbaijan           | 133.324   |
| 56   | Saqqez             | Kurdistan                 | 131.349   |
| 57   | Zabol              | Sistan and Baluchestan    | 130.642   |
| 58   | Gonbad-e Qabus     | Golestān                  | 127.167   |
| 59   | Shahrood           | Semnān                    | 126.916   |
| 60   | Shahrekord         | Chaharmahal și Bakhtiari  | 126.746   |
| 61   | Pakdasht           | Tehran                    | 126.281   |
| 62   | Shahinshahr        | Eșfahān Province          | 126.070   |
| 63   | Semnan             | Semnān                    | 124.999   |
| 64   | Khorramshahr       | Khūzestān                 | 123.866   |
| 65   | Marvdasht          | Fars                      | 123.858   |
| 66   | Andimeshk          | Khūzestān                 | 119.422   |
| 67   | Torbat-e Heydarieh | Razavi Khorasan           | 119.360   |
| 68   | Marand             | East Azarbaijan           | 114.165   |
| 69   | Miandoab           | West Azarbaijan           | 112.933   |
| 70   | Mahshahr           | Khūzestān                 | 109.927   |
| 71   | Bandar-e Anzali    | Gīlān                     | 109.687   |
| 72   | Shahreza           | Eșfahān                   | 108.299   |
| 73   | Masjed Soleyman    | Khūzestān                 | 106.121   |
| 74   | Izeh               | Khūzestān                 | 103.695   |
| 75   | Jahrom             | Fars                      | 103.023   |
| 76   | Dorood             | Lorestān                  | 100.528   |

## Referențe
1. ↑  Statistical Center of Iran 2011 Census website
2. ↑  Statistical Center of Iran 2006 Census website